# JJ 필드
존 조지프 필드(John Joseph Feild, 1978년 4월 1일 ~ )는 활동명 JJ 필드(JJ Feild)로 알려져있는 미국과 영국의 배우이다.

## 출연 작품
| 영화     | 영화                              | 영화                     | 영화          |
| 연도     | 제목                              | 배역                     | 비고          |
| -------- | --------------------------------- | ------------------------ | ------------- |
| 2000     | 기찻길의 아이들                   | 짐                       | 텔레비전 영화 |
| 2001     | 라스트 오더스(영어)               | 젊은 잭                  |               |
| 2002     | K-19: 위도우메이커                | 안드레이                 |               |
| 2002     | The Intended(영어)                | 해미시 윈즐로            |               |
| 2003     | 털시 루퍼의 가방 1부(영어)        | 털시 루퍼                |               |
| 2004     | 털시 루퍼의 가방 2부              | 털시 루퍼                |               |
| 2004     | 털시 루퍼의 가방 3부              | 털시 루퍼                |               |
| 2006     | 비욘드 프렌드쉽(영어)             | 보비 골드먼              |               |
| 2006     | 샐리 록하트의 사라진 루비(영어)   | 프레드 갈런드            | 텔레비전 영화 |
| 2007     | 노생거 사원                       | 헨리 틸니                | 텔레비전 영화 |
| 2007     | 샐리 록하트의 어두운 그림자(영어) | 프레드 갈런드            | 텔레비전 영화 |
| 2008     | 텔스타(영어)                      | 하인즈 버트              |               |
| 2009     | 블러드                            | 루크                     |               |
| 2009     | 골! 3                             | 리엄 애덤스              |               |
| 2010     | 센츄리온                          | 탁스                     |               |
| 2010     | 써드 스타                         | 마일스                   |               |
| 2011     | 퍼스트 어벤져                     | 제임스 몽고메리 폴스워스 |               |
| 2013     | 오스틴랜드                        | 헨리 노블리              |               |
| 2014     | 낫 세이프 포 워크(영어)           | 살인자                   |               |
| 2017     | 원더우먼 스토리                   | 찰스 기엣                |               |
| 2019     | 포드 V 페라리                     | 로이 런                  |               |
| 텔레비전 |                                   |                          |               |
| 연도     | 제목                              | 배역                     | 비고          |
| 2001     | 잭과 콩나무(영어)                 | 젊은 잭                  | 미니시리즈    |